# Candidatura Barcelona Pirineus 2026
Barcelona Pirineus 2026 és el nom que va rebre la candidatura de la ciutat de Barcelona per organitzar els Jocs Olímpics d'Hivern de 2026, o XXV Jocs Olímpics d'hivern, fins que el juny de 2015 la llavors nova Alcaldessa de Barcelona Ada Colau va fer públic que posava el projecte "en el congelador".

## Història
Jordi Hereu, alcalde de Barcelona, va anunciar la voluntat de presentar la candidatura el 13 de gener de 2010 al Museu Olímpic de Barcelona. Hereu va expressar que la ciutat partia d'una bona posició perquè compta amb "avals de pes", equipaments suficients i el "llegat de Barcelona '92". L'alcalde, amb l'acord de tots els grups municipals, va designar Enric Truñó com a comissionat responsable de la candidatura, el qual va ser ratificat l'any 2011 per l'alcade Xavier Trias, tot i el canvi polític a l'Ajuntament de Barcelona.
El 20 de maig de 2010 es va constituir el Consell Territorial de la candidatura on hi ha representants de deu consells comarcals, deu capitals de comarca i dinou municipis amb estacions d'esquí, així com els presidents de les diputacions de Lleida, Girona i Barcelona, els alcaldes de Barcelona i Lleida i representants de la Generalitat de Catalunya. L'òrgan s'encarrega d'articular el suport del territori per al projecte olímpic i de compartir els avenços de la candidatura amb les institucions locals del Pirineu català. El 15 de setembre de 2010 l'Oficina Tècnica va presentar el pla director de la candidatura de Barcelona. L'any 2011 l'alcalde Trias manifestà la seva voluntat de fer-se seu el projecte de la candidatura i seguir treballant en la proposta, atès que "és una oportunitat per a Barcelona, i sobretot, per a tota Catalunya".
L'Oficina Tècnica de la Candidatura ha elaborat la Proposta Preliminar de la candidatura, un estudi de viabilitat del projecte, que ha de ser sotmesa a la valoració de l'equip de govern municipal, de la Generalitat de Catalunya i posteriorment aprovat per la Comissió Directiva.
El setembre de 2013 Xavier Trias, alcade de Barcelona, va anunciar que impulsaria una consulta sobre la candidatura als Jocs Olímpics d'hivern.
Finalment, l'alcalde Trias va comunicar el 25 d'octubre del 2013, la renúncia a aquest projecte obrint les portes a una possible candidatura per l'any 2026.

## Òrgans de direcció
El màxim òrgan de direcció de la candidatura és el Comitè Directiu format per representants de l'Ajuntament de Barcelona, la Generalitat de Catalunya, les diputacions de Girona, Lleida i Barcelona; el Síndic d'Aran; els municipis de Lleida, Puigcerdà, la Seu d'Urgell, Sort, Tremp i Vielha e Mijaran, i els presidents de la Unió de Federacions Esportives de Catalunya, de la Federació Catalana d'Esports d'Hivern i del Consell General de Cambres de Comerç de Catalunya i l'Associació Catalana d'Estacions de Muntanya.
El Consell Territorial és l'òrgan de representació territorial de la candidatura. Té la funció de compartir els avenços del projecte amb la totalitat de les institucions locals representatives del Pirineu. Està compost per una cinquantena de representants institucionals, entre els quals es compten els presidents dels Consells Comarcals del Pirineu català, els alcaldes de les capitals de Comarca del Pirineu català i una vintena d'alcaldes dels municipis amb instal·lacions per a la pràctica dels esports d'hivern.
A més d'aquests dos òrgans, la candidatura també compta amb diversos comitès d'assessorament com el comitè d'Esport, el d'Atletes, el Paralímpic i el de Sostenibilitat, formats per experts en els diferents àmbits.

## Dossier de Candidatura
Durant tres anys l'Oficina Tècnica ha preparat el Dossier de Candidatura que s'ha d'entregar al COE per tal d'estudiar la viabilitat de l'esdeveniment i perquè la màxima autoritat olímpica d'Espanya el ratifiqui i presenti l'aspiració de Barcelona davant el Comitè Olímpic Internacional. En aquest dossier, s'analitzen en profunditat tots els aspectes de la candidatura.
Es desgrana que aquests Jocs Olímpics d'hivern són bipolars amb una Barcelona centrada en els esports de gel i un Pirineu en els de neu. Les viles olímpiques estaran situades a la Marina del Prat Vermell a la Zona Franca de Barcelona i a Cap de Comella (aparcament del Telecabina) a La Molina al Pirineu.
Respecte a les seus de les competicions, a Barcelona s'utilitzaria a fons el llegat del 92 amb el Palau Municipal d'Esports, el Velòdrom Municipal d'Horta, Palau Sant Jordi, Estadi Olímpic Lluís Companys. Per altra banda, també s'utilitzaria el Nou Palau de Gel Blaugrana (a construir pel FC. Barcelona) i es construiria l'Anell de Velocitat a Zona Franca.
Al Pirineu, les competicions es portaran a terme a l'Estadi Masella, Pla de les Forques a La Molina a l'Estadi Barcelona, Estadi Fontcanaleta, Estadi Pla d'Anyella i a Molina Estació.
Els mitjans de comunicació es van fer ressò de la candidatura

## Cancel·lació
El juny de 2015 va haver-hi un canvi a l'alcaldia de Barcelona després de les eleccions municipals de maig. Als pocs dies d'assumir el càrrec com a Alcaldessa, Ada Colau va fer públic que cancel·lava la proposta de candidatura de la capital catalana pels jocs d'hivern de 2026. El 24 de juliol, en un ple específic a l'Ajuntament de Barcelona, es va acordar la creació d'una comissió per estudiar a fons l'impacte econòmic i social relacionats amb una possible candidatura.